# 鄧拉普 (密蘇里州)
鄧拉普（英語：Dunlap）是位於美國密蘇里州格蘭迪縣的非建制地區。

## 歷史
鄧拉普的郵局於1888年設立，其後於1942年停運。

## 地理
鄧拉普所處的海拔為高於海平面253米（即830英呎），而該地所採用的時區為UTC-6，即北美中部時區（CST）。同時該地設有夏令時間，為UTC-6調快一小時，即UTC-5（CDT）。